# Liste der Baudenkmäler in Kunreuth
Auf dieser Seite sind die Baudenkmäler in der oberfränkischen Gemeinde Kunreuth zusammengestellt. Diese Tabelle ist eine Teilliste der Liste der Baudenkmäler in Bayern. Grundlage ist die Bayerische Denkmalliste, die auf Basis des Bayerischen Denkmalschutzgesetzes vom 1. Oktober 1973 erstmals erstellt wurde und seither durch das Bayerische Landesamt für Denkmalpflege geführt wird. Die folgenden Angaben ersetzen nicht die rechtsverbindliche Auskunft der Denkmalschutzbehörde.
 Diese Liste gibt den Fortschreibungsstand vom 23. August 2023 wieder und enthält 41 Baudenkmäler.

## Baudenkmäler nach Gemeindeteilen

### Kunreuth
| Lage                                            | Objekt                                                      | Beschreibung | Akten-Nr.     | Bild                                                 |
| ----------------------------------------------- | ----------------------------------------------------------- | --- | ------------- | ---------------------------------------------------- |
| Badanger 1 (Standort)                           | Bauernhaus                                                  | Zweigeschossiger Eckbau, massives verputztes Erdgeschoss, Fachwerkobergeschoss, Satteldach, erste Hälfte 19. Jahrhundert, Erdgeschoss überformt | D-4-74-145-7  | BW                                                   |
| Badanger 11 (Standort)                          | Bauernhaus                                                  | Zweigeschossiger traufständiger Satteldachbau, Erdgeschoss Sandsteinquader, Obergeschoss Fachwerk, frühes 19. Jahrhundert | D-4-74-145-8  | BW                                                   |
| Badanger 16 (Standort)                          | Bauernhaus                                                  | Zweigeschossiger traufständiger Satteldachbau, Erdgeschoss massiv verputzt, erste Hälfte 19. Jahrhundert, Fachwerkobergeschoss 1870er Jahre | D-4-74-145-10 | BW                                                   |
| Nähe Badanger (Standort)                        | Scheune                                                     | giebelständiger Fachwerkstadel mit Satteldach, 1870er Jahre | D-4-74-145-10 | BW                                                   |
| Egloffsteiner Straße 6 (Standort)               | Fachwerkstadel                                              | Hierzu Fachwerkstadel mit Satteldach und Klebdächern, 18. Jahrhundert | D-4-74-145-19 | BW                                                   |
| Forchheimer Straße 3 (Standort)                 | Ehemaliges Gasthaus Krone, heute Wohnhaus                   | Traufständige Gebäudegruppe in geschlossener Bebauung; ursprünglich Gasthaus, Satteldachbau, massives Erdgeschoss, Fachwerkobergeschoss, im Kern 16. Jahrhundert; in der Fassade gemauerte Brunnenfassung | D-4-74-145-16 | BW                                                   |
| Forchheimer Straße 5 (Standort)                 | Mälzerei                                                    | zweigeschossiger Fachwerkbau, bezeichnet 1793, über älterem Sandsteinquadersockel mit Gewölbekeller und schmiedeeisernem Wirtshausschild um 1800 | D-4-74-145-16 | BW                                                   |
| Forchheimer Straße 3 (Standort)                 | Erweiterungsbau                                             | Sandsteinquader, Satteldach, von 1882 | D-4-74-145-16 | BW                                                   |
| Nähe Forchheimer Straße (Standort)              | Scheune                                                     | Fachwerkbau mit Schopfwalmdach, 18. Jahrhundert | D-4-74-145-16 | BW                                                   |
| Forchheimer Straße 12 (Standort)                | Bauernhaus                                                  | Zweigeschossiger traufständiger Halbwalmdachbau, massives Erdgeschoss, Fachwerkobergeschoss, erste Hälfte 19. Jahrhundert Erdgeschossfenster modern verbreitert | D-4-74-145-15 | BW                                                   |
| Kirchberg (Standort)                            | Steinerne Hausbank                                          | 18./19. Jahrhundert | D-4-74-145-18 | BW                                                   |
| Kirchberg 4 (Standort)                          | Wohnhaus                                                    | Traufständiger zweigeschossiger Putzbau mit Satteldach, frühes 19. Jahrhundert | D-4-74-145-17 | BW                                                   |
| Kirchberg 15 (Standort)                         | Ehemaliges Schulhaus, heute Jugend- und Gemeindehaus        | Zweigeschossiger Walmdachbau, Erdgeschoss massiv, verputzt, Obergeschoss in konstruktivem Fachwerk, 1758 | D-4-74-145-20 | Ehemaliges Schulhaus, heute Jugend- und Gemeindehaus |
| Kirchberg 17 (Standort)                         | Evangelisch-lutherische Pfarrkirche St. Lukas               | Saalkirche mit Dachturm im Westen und dreiseitig geschlossenem Chor, Sandsteinquaderbau mit Satteldach, Dachturm verputzt mit Zwiebelhaube, im Kern um 1426, 1668 Neubau der Westfassade, Chor 1791–95; mit Ausstattung | D-4-74-145-1  | weitere Bilder                                       |
| Nähe Kirchberg (Standort)                       | Kirchhof                                                    | mit spätmittelalterlicher Ummauerung | D-4-74-145-1  | BW                                                   |
| Nähe Kirchberg (Standort)                       | Kapelle                                                     | teilverputzter Sandsteinquaderbau mit Satteldach, Allianzwappen Egloffstein-Schaumberg, spätgotisch, 1405 | D-4-74-145-1  | BW                                                   |
| Kirchberg 18 (Standort)                         | Fachwerkstadel                                              | mit Schopfwalmdach, frühes 19. Jahrhundert | D-4-74-145-5  | BW                                                   |
| Nähe Kirchberg (Standort)                       | Schafstall                                                  | auf der gegenüberliegenden Straßenseite, giebelständiger Satteldachbau mit Klebdächern, Fachwerk, 1835 | D-4-74-145-5  | BW                                                   |
| Kirchberg 19 (Standort)                         | Kriegerdenkmal für die Gefallenen der Weltkriege            | Treppenanlage und Achteckpfeiler mit Inschrifttafeln, als Bekrönung Kugel mit Tatzenkreuz, 1920er Jahre | D-4-74-145-49 | Kriegerdenkmal für die Gefallenen der Weltkriege     |
| Kirchberg 23; Kirchberg 27 (Standort)           | Brunnenhäuschen                                             | runde Brunnenfassung, darüber zwei ein Satteldach tragende Sandsteinpfosten, 18. Jahrhundert | D-4-74-145-4  | BW                                                   |
| Nähe Schloßstraße; Schloßstraße 10 (Standort)   | Ökonomiegebäude                                             | Fachwerkstadel mit Satteldach und im Winkel angefügtes zweigeschossiges Stallgebäude, Erdgeschoss massiv, Fachwerkobergeschoss, Satteldach, 18. Jahrhundert | D-4-74-145-12 | BW                                                   |
| Schloßstraße 3 (Standort)                       | Gemeindekanzlei, ehemaliger Egloffsteinscher Verwaltungsbau | Walmdachbau, Erdgeschoss aus Sandsteinquadern und verputztes Fachwerkobergeschoss, am geohrten Eingangsgewände bezeichnet 1745 | D-4-74-145-6  | BW                                                   |
| Schloßstraße 3; Paul-Strian-Straße 8 (Standort) | Scheune und Holzlege                                        | Fachwerk | D-4-74-145-6  | BW                                                   |
| Schloßstraße 13 (Standort)                      | Gasthof zum Schloss                                         | Gasthaus, zweigeschossiger Fachwerkbau mit Satteldach, im Kern zweite Hälfte 17. Jahrhundert | D-4-74-145-13 | BW                                                   |
| Schloßstraße 14 (Standort)                      | Schloss: Wasserburg                                         | von Wassergraben umgebene Kernburg | D-4-74-145-2  | BW                                                   |
| Schloßstraße 14 (Standort)                      | Schloss: Vorhof                                             | ummauert | D-4-74-145-2  | BW                                                   |
| Schloßstraße 14 (Standort)                      | Schloss: Kernburg                                           | Dreigeschossige Zweiflügelanlage mit Satteldach aus Torbau, Süd- und Westflügel, teils gebuckelte, teils glatte Quadermauern, im zweiten Obergeschoss des Westflügels Fachwerk, Burghofummauerung in teils gebuckelten, teils glatten Quadern, untere Geschosse des Südflügels und Burghofummauerung mit Mauerturm an Ostseite vom mittelalterlichen Kernbau des 14. Jahrhunderts, südwestlicher Eckturm (Rundturm mit Kegeldach) und zweites Obergeschoss des Südflügels nach 1557, Ausbau des Westflügels Ende 16. Jahrhundert bis 1620, Ausbau des Tores 1624, Erneuerung des Südflügels und Neubau der hölzernen Außentreppe um 1700, nordwestlicher Eckturm, Torrahmung und Mauerzinnen 1895; Wassergraben mit Futtermauern, nördliches und südliches Zwingertor, Brücke, 15. bis 18. Jahrhundert; Vorhofummauerung mit Rundturm, Bruchsteinbau mit Kegeldach, an der Südostecke, wohl 16. Jahrhundert, Rundbogentor an der Westseite 16./17. Jahrhundert, Hofzufahrt mit Sandsteinquaderpfeilern und Eisentoren um 1800 | D-4-74-145-2  | weitere Bilder                                       |
| Nähe Schloßstraße (Standort)                    | Schloss: Scheune                                            | im Vorhof: massiv und Fachwerk, wohl ein zum Satteldachbau erweiterter ehemaliger Frackdachbau, bezeichnet 1737 | D-4-74-145-2  | BW                                                   |
| Nähe Schloßstraße (Standort)                    | Schloss: Denkmal                                            | für Albrecht Dietrich Gottfried Graf von Egloffstein, Sandsteinstatue mit Inschriftsockel, bezeichnet 1791 | D-4-74-145-2  | BW                                                   |
| Schloßstraße 15 (Standort)                      | Bauernhaus                                                  | Zweigeschossiger Satteldachbau, Erdgeschoss massiv verputzt, Obergeschoss in Sichtfachwerk, 18./frühes 19. Jahrhundert | D-4-74-145-14 | BW                                                   |

### Ermreus
| Lage                  | Objekt                     | Beschreibung | Akten-Nr.     | Bild |
| --------------------- | -------------------------- | --- | ------------- | ---- |
| Ermreus 1 (Standort)  | Wohnstallhaus              | Eingeschossiger Fachwerkbau mit Satteldach, bezeichnet 1691                                                                                    | D-4-74-145-43 | BW   |
| In Ermreus (Standort) | Scheune                    | Fachwerk auf Natursteinsockel mit Giebelverbretterung, 18. Jahrhundert, Anbau mit giebelhohem Zwerchhaus 19. Jahrhundert                       | D-4-74-145-43 | BW   |
| Ermreus 8 (Standort)  | Gasthaus                   | Zweigeschossiger Satteldachbau, massives Erdgeschoss, Fachwerkoberstock, erste Hälfte 19. Jahrhundert                                          | D-4-74-145-22 | BW   |
| Ermreus 10 (Standort) | Bauernhof; Wohnhaus        | zweigeschossiger Massivbau, bezeichnet 1850, ursprünglich wohl ein Frackdachbau mit Veränderungen in Fachwerk zum Satteldachbau mit Zwerchhaus | D-4-74-145-23 | BW   |
| Ermreus 10 (Standort) | Bauernhof; Ökonomiegebäude | Fachwerk mit Satteldach, traufständiger Stadel, seitlich angefügtes Stallgebäude mit Kniestock und weit vorkragendem Giebel, um 1850           | D-4-74-145-23 | BW   |
| Ermreus 12 (Standort) | Bauernhaus                 | Giebelständiger zweigeschossiger Satteldachbau, Erdgeschoss massiv, Obergeschoss in Riegelfachwerk, 18. Jahrhundert                            | D-4-74-145-24 | BW   |
| Ermreus 14 (Standort) | Fachwerkstadel             | Hierzu Fachwerkstadel mit Schopfwalm und Klebdächern, zweite Hälfte 17. Jahrhundert                                                            | D-4-74-145-25 | BW   |
| In Ermreus (Standort) | Fachwerkstadel             | Hierzu Fachwerkstadel, giebelständig mit Satteldach und Giebelverbretterung, 18. Jahrhundert                                                   | D-4-74-145-21 | BW   |

### Regensberg
| Lage                     | Objekt                                  | Beschreibung | Akten-Nr.              | Bild           |
| ------------------------ | --------------------------------------- | --- | ---------------------- | -------------- |
| In Regensberg (Standort) | Burgruine                               | Burgplateau mit Mauerresten, tonnengewölbten Kellern und Halsgraben, Kalkbruchstein und Sandsteinquader, 13. bis 18. Jahrhundert | D-4-74-145-27          | weitere Bilder |
| Regensberg 2 (Standort)  | Katholische Filialkirche St. Margaretha | Ehemalige Burg- bzw. Schlosskapelle, heute katholische Filialkirche St. Margaretha, massive verputzte Saalkirche mit Satteldach, um 1448, und verschiefertem Haubendachreiter, zweite Hälfte 17. Jahrhundert, eingezogener polygonal geschlossener Chor, um 1374 mit Veränderungen 17./18. Jahrhundert; mit Ausstattung | D-4-74-145-26 Wikidata | weitere Bilder |
| Regensberg 6 (Standort)  | Scheune                                 | Giebelständig mit Satteldach und mit dekorativem Fachwerk, bezeichnet 1885 | D-4-74-145-40          | BW             |

### Weingarts
| Lage                                    | Objekt                            | Beschreibung | Akten-Nr.     | Bild |
| --------------------------------------- | --------------------------------- | --- | ------------- | ---- |
| In Weingarts (Standort)                 | Dörrhaus                          | Eingeschossiger Fachwerkbau mit Satteldach, 19. Jahrhundert; am westlichen Ortseingang | D-4-74-145-41 | BW   |
| Weingarts 7 (Standort)                  | Bauernhof                         | Wohnhaus, traufständiger eingeschossiger Satteldachbau, Fachwerk teils verputzt, bezeichnet 1731, mit zweigeschossigem Ökonomiegebäude, Fachwerk mit Satteldach, zweite Hälfte 19. Jahrhundert                             | D-4-74-145-42 | BW   |
| Weingarts 10 (Standort)                 | Bauernhaus                        | Zweigeschossiger giebelständiger Satteldachbau, Erdgeschoss massiv, Obergeschoss in Fachwerk, erste Hälfte 18. Jahrhundert                                                                                                 | D-4-74-145-32 | BW   |
| Weingarts 10 (Standort)                 | Fachwerkstadel                    | Satteldach mit Giebelverbretterung, 18. Jahrhundert | D-4-74-145-32 | BW   |
| Weingarts 11 (Standort)                 | Hauskruzifix                      | Hierzu Hauskruzifix, Kreuz mit gefasstem lebensgroßem Holzkorpus und Pietàrelief, 19. Jahrhundert | D-4-74-145-52 | BW   |
| Weingarts 12 (Standort)                 | Bauernhaus                        | Wohnstallbau, eingeschossiger, giebelständiger Satteldachbau, Fachwerk, bezeichnet 1745 | D-4-74-145-31 | BW   |
| Weingarts 14 (Standort)                 | Bauernhaus                        | Massiv und Fachwerk verputzt, Frackdach, Mitte 19. Jahrhundert | D-4-74-145-30 | BW   |
| Weingarts 14 (Standort)                 | Hausmadonna                       | gefasste Holzstatue, neugotisch, zweite Hälfte 19. Jahrhundert | D-4-74-145-30 | BW   |
| Weingarts 15 (Standort)                 | Bauernhaus                        | Zweigeschossiger giebelständiger Satteldachbau, verputzt mit Eckquaderungen, Erdgeschoss massiv, Obergeschoss in teils freiliegendem Fachwerk, 18./frühes 19. Jahrhundert                                                  | D-4-74-145-33 | BW   |
| Weingarts 22 (Standort)                 | Stadel mit Remise                 | Hierzu Stadel mit im Winkel angesetzter Remise, Fachwerk mit Satteldach, 19. Jahrhundert | D-4-74-145-29 | BW   |
| Weingarts 23 (Standort)                 | Fachwerkstadel                    | Hierzu Fachwerkstadel mit Satteldach, Mitte 19. Jahrhundert | D-4-74-145-35 | BW   |
| Weingarts 101 (Standort)                | Ehemalige Schmiede                | Zweigeschossiger Satteldachbau, massives Erdgeschoss, Obergeschoss mit Riegelfachwerk, 18. Jahrhundert, mit Überformungen 20. Jahrhundert                                                                                  | D-4-74-145-34 | BW   |
| Weingarts 141 (Standort)                | Bauernhaus                        | Zweigeschossiger traufständiger Bau, Erdgeschoss massiv verputzt Obergeschoss Fachwerk, Satteldach, erste Hälfte 19. Jahrhundert                                                                                           | D-4-74-145-39 | BW   |
| Weingarts 143 (Standort)                | Bauernhaus                        | Zweigeschossiger Satteldachbau mit giebelseitigem Standerker, Erdgeschoss massiv verputzt, Obergeschoss in Fachwerk, erste Hälfte 19. Jahrhundert                                                                          | D-4-74-145-38 | BW   |
| Weingarts 156 (Standort)                | Dreiseithof: Wohnhaus             | giebelständiger Frackdachbau, massiv und Fachwerk, verputzt, erste Hälfte 19. Jahrhundert mit älterem Kern | D-4-74-145-36 | BW   |
| Weingarts 156; Weingarts 154 (Standort) | Dreiseithof                       | Fachwerkstadel mit Satteldach, zweigeschossiges Stallgebäude, Fachwerk mit Satteldach und giebelseitig vorgelagertem Backhaus, massiv mit Pultdach, 18./19. Jahrhundert                                                    | D-4-74-145-36 | BW   |
| Weingarts 229; Weingarts 231 (Standort) | Katholische Pfarrkirche St. Georg | Polygonal geschlossene Saalkirche mit Satteldach, über Eck gestellter, sich im Erdgeschoss als Vorhalle öffnender Turm mit Zeltdach, gelber Sandstein, expressionistisch, 1926/27 von Fritz Fuchsenberger; mit Ausstattung | D-4-74-145-28 | BW   |